# Coppa Italia 2025/26
Die Coppa Italia 2025/26 ist die 79. Ausgabe des bedeutendsten Pokalwettbewerbs der Männer im italienischen Fußball. Sie beginnt am 9. August 2025 mit der Vorrunde und endet am 13. Mai 2026 mit dem Finale im Stadio Olimpico in Rom.

## Termine
| Phase      | Runde         | Termine                     |
| ---------- | ------------- | --------------------------- |
| Vorrunde   | Vorrunde      | 9./10. August 2025          |
| Vorrunde   | 1. Runde      | 15.–18. September 2025      |
| Vorrunde   | 2. Runde      | 24. September 2025          |
| Finalrunde | Achtelfinale  | 3.–17. Dezember 2025        |
| Finalrunde | Viertelfinale | 4.–11. Februar 2026         |
| Finalrunde | Halbfinale    | 4. März 2026 22. April 2026 |
| Finalrunde | Finale        | 13. Mai 2026                |

## Teilnehmer
Für die Spielzeit 2025/26 der Coppa Italia sind folgende Mannschaften qualifiziert:
- die 20 Mannschaften der Serie A 2025/26
- die 20 Mannschaften der Serie B 2025/26
- 4 Mannschaften der Serie C 2025/26

| Serie A 2025/26 (I) |
| ------------------- |
| Atalanta Bergamo    |
| FC Bologna          |
| Cagliari Calcio     |
| Como 1907           |
| US Cremonese        |
| AC Florenz          |
| CFC Genua           |
| US Lecce            |
| AC Mailand          |
| Inter Mailand       |
| SSC Neapel          |
| Parma Calcio 1913   |
| Pisa Sporting Club  |
| AS Rom              |
| Lazio Rom           |
| US Sassuolo Calcio  |
| FC Turin            |
| Juventus Turin      |
| Udinese Calcio      |
| Hellas Verona       |

| Serie B 2025/26 (II) | Serie B 2025/26 (II) |
| -------------------- | -------------------- |
| US Avellino 1912     |                      |
| SSC Bari             |                      |
| Carrarese Calcio     |                      |
| US Catanzaro 1929    |                      |
| FC Cesena            |                      |
| FC Empoli            |                      |
| Virtus Entella       |                      |
| Frosinone Calcio     |                      |
| Sampdoria Genua      |                      |
| SS Juve Stabia       |                      |
| Mantova 1911         |                      |
| FC Modena            |                      |
| AC Monza             |                      |
| Calcio Padova        |                      |
| FC Palermo           |                      |
| Delfino Pescara 1936 |                      |
| AC Reggiana          |                      |
| Spezia Calcio        |                      |
| FC Südtirol          |                      |
| FC Venedig           |                      |

| Serie C 2025/26 (III)     | Serie C 2025/26 (III) |
| ------------------------- | --------------------- |
| SS Audace Cerignola       |                       |
| Rimini Football Club 1912 |                       |
| Ternana Calcio            |                       |
| L.R. Vicenza Virtus       |                       |

## Vorrunde

### Vorrunde
Teilnehmer: Die vier Aufsteiger der Serie C 2024/25 als Heimteam und die drei Gruppenzweiten sowie der Sieger der Coppa Italia Serie C
| Datum                 |                           | Ergebnis |                                 |
| --------------------- | ------------------------- | -------- | ------------------------------- |
| 09.08.2025, 20:30 Uhr | Delfino Pescara 1936 (II) | Spiel 1  | Rimini Football Club 1912 (III) |
| 10.08.2025, 19:30 Uhr | Calcio Padova (II)        | Spiel 2  | L.R. Vicenza Virtus (III)       |
| 10.08.2025, 20:30 Uhr | US Avellino 1912 (II)     | Spiel 3  | SS Audace Cerignola (III)       |
| 10.08.2025, 20:30 Uhr | Virtus Entella (II)       | Spiel 4  | Ternana Calcio (III)            |

### 1. Runde
Teilnehmer: Die vier Sieger der Vorrunde, die neun Mannschaften der Serie A (Platz 9 bis 17), die drei Aufsteiger aus der Serie B, die 15 Teams der Serie B (Platz 3 bis 17), die drei Absteiger aus der Serie A sowie der Play-off-Finalist der Serie B
| Datum                 |                        | Ergebnis |                        |
| --------------------- | ---------------------- | -------- | ---------------------- |
| 15.08.2025, 18:00 Uhr | FC Empoli (II)         | Spiel 11 | AC Reggiana (II)       |
| 15.08.2025, 18:30 Uhr | US Sassuolo Calcio (I) | Spiel 18 | US Catanzaro 1929 (II) |
| 15.08.2025, 20:45 Uhr | US Lecce (I)           | Spiel 8  | SS Juve Stabia (II)    |
| 15.08.2025, 21:15 Uhr | CFC Genua (I)          | Spiel 12 | Sieger Spiel 2 (II)    |
| 16.08.2025, 18:00 Uhr | FC Venedig (II)        | Spiel 14 | Mantova 1911 (II)      |
| 16.08.2025, 18:30 Uhr | Como 1907 (I)          | Spiel 17 | FC Südtirol (II)       |
| 16.08.2025, 20:45 Uhr | Cagliari Calcio (I)    | Spiel 20 | Sieger Spiel 4 (II)    |
| 16.08.2025, 21:15 Uhr | US Cremonese (I)       | Spiel 10 | FC Palermo (II)        |
| 17.08.2025, 18:00 Uhr | AC Monza (II)          | Spiel 19 | Frosinone Calcio (II)  |
| 17.08.2025, 18:30 Uhr | Parma Calcio 1913 (II) | Spiel 5  | Sieger Spiel 1 (II)    |
| 17.08.2025, 20:45 Uhr | FC Cesena (II)         | Spiel 16 | Pisa Sporting Club (I) |
| 17.08.2025, 21:15 Uhr | AC Mailand (I)         | Spiel 7  | SSC Bari (II)          |
| 18.08.2025, 18:00 Uhr | Hellas Verona (I)      | Spiel 13 | Sieger Spiel 3 (II)    |
| 18.08.2025, 18:30 Uhr | Spezia Calcio (II)     | Spiel 6  | Sampdoria Genua (II)   |
| 18.08.2025, 20:45 Uhr | Udinese Calcio (I)     | Spiel 9  | Carrarese Calcio (II)  |
| 18.08.2025, 21:15 Uhr | FC Turin (I)           | Spiel 15 | FC Modena (II)         |

### 2. Runde
| Datum                 |                 | Ergebnis |                 |
| --------------------- | --------------- | -------- | --------------- |
| 24.09.2025, 00:00 Uhr | Sieger Spiel 5  | Spiel 21 | Sieger Spiel 6  |
| 24.09.2025, 00:00 Uhr | Sieger Spiel 7  | Spiel 22 | Sieger Spiel 8  |
| 24.09.2025, 00:00 Uhr | Sieger Spiel 9  | Spiel 23 | Sieger Spiel 10 |
| 24.09.2025, 00:00 Uhr | Sieger Spiel 11 | Spiel 24 | Sieger Spiel 12 |
| 24.09.2025, 00:00 Uhr | Sieger Spiel 13 | Spiel 25 | Sieger Spiel 14 |
| 24.09.2025, 00:00 Uhr | Sieger Spiel 15 | Spiel 26 | Sieger Spiel 16 |
| 24.09.2025, 00:00 Uhr | Sieger Spiel 17 | Spiel 27 | Sieger Spiel 18 |
| 24.09.2025, 00:00 Uhr | Sieger Spiel 19 | Spiel 28 | Sieger Spiel 20 |

## Finalrunde

### Achtelfinale
| Datum                 |                      | Ergebnis |                 |
| --------------------- | -------------------- | -------- | --------------- |
| 03.12.2025, 00:00 Uhr | FC Bologna (I)       | Spiel 29 | Sieger Spiel 21 |
| 03.12.2025, 00:00 Uhr | Lazio Rom (I)        | Spiel 30 | Sieger Spiel 22 |
| 03.12.2025, 00:00 Uhr | Juventus Turin (I)   | Spiel 31 | Sieger Spiel 23 |
| 03.12.2025, 00:00 Uhr | Atalanta Bergamo (I) | Spiel 32 | Sieger Spiel 24 |
| 03.12.2025, 00:00 Uhr | Inter Mailand (I)    | Spiel 33 | Sieger Spiel 25 |
| 03.12.2025, 00:00 Uhr | AS Rom (I)           | Spiel 34 | Sieger Spiel 26 |
| 03.12.2025, 00:00 Uhr | AC Florenz (I)       | Spiel 34 | Sieger Spiel 27 |
| 03.12.2025, 00:00 Uhr | SSC Neapel (I)       | Spiel 36 | Sieger Spiel 28 |

### Viertelfinale
| Datum                 |                 | Ergebnis |                 |
| --------------------- | --------------- | -------- | --------------- |
| 04.01.2026, 00:00 Uhr | Sieger Spiel 29 | Spiel 37 | Sieger Spiel 30 |
| 04.01.2026, 00:00 Uhr | Sieger Spiel 31 | Spiel 38 | Sieger Spiel 32 |
| 04.01.2026, 00:00 Uhr | Sieger Spiel 33 | Spiel 39 | Sieger Spiel 34 |
| 04.01.2026, 00:00 Uhr | Sieger Spiel 35 | Spiel 40 | Sieger Spiel 36 |

### Halbfinale
| Datum                                         |                 | Gesamt   |                 | Hinspiel | Rückspiel |
| --------------------------------------------- | --------------- | -------- | --------------- | -------- | --------- |
| 04.03.2026, 00:00 Uhr / 22.04.2026, 00:00 Uhr | Sieger Spiel 37 | Spiel 41 | Sieger Spiel 38 | :        | :         |
| 04.03.2026, 00:00 Uhr / 22.04.2026, 00:00 Uhr | Sieger Spiel 39 | Spiel 42 | Sieger Spiel 40 | :        | :         |

### Finale
| Heimmannschaft                                            | Heimmannschaft                                                  | Gastmannschaft                                                  | Gastmannschaft |
| --------------------------------------------------------- | --------------------------------------------------------------- | --------------------------------------------------------------- | -------------- |
| Heimmannschaft                                            | \| 13. Mai 2026 um 21:00 Uhr (MESZ) in Rom (Stadio Olimpico) \| | \| 13. Mai 2026 um 21:00 Uhr (MESZ) in Rom (Stadio Olimpico) \| | Gastmannschaft |
| 13. Mai 2026 um 21:00 Uhr (MESZ) in Rom (Stadio Olimpico) |                                                                 |                                                                 |                |